# Chiesa di San Michele Arcangelo (Coreglia Antelminelli)
La chiesa di San Michele Arcangelo, o anche solo chiesa di San Michele, è la parrocchiale di Coreglia Antelminelli, in provincia e arcidiocesi di Lucca; fa parte della zona pastorale della Valdiserchio.

## Storia
Probabilmente già nell'VIII secolo esisteva extra moenia una cappella cimiteriale dedicata alla Beata Vergine Maria.
La primitiva chiesa di San Michele venne costruita nel XII secolo e nel Duecento fu ampliata dopo lo sventramento della fortezza.
Nel XIV secolo un'originaria torre del castello venne rialzata e riadattata alla funzione di campanile.
La parrocchiale venne interessata da un intervento di ammodernamento e ampliamento nell'Ottocento; in questa occasione si provvide a sopraelevare le mura dell'edificio e a ricostruire l'abside.
Negli anni settanta la chiesa fu adeguata alle norme postconciliari; tra il 1982 e il 1983 si procedette, inoltre, a rifare il tetto e alcune parti dell'intonacatura.

## Descrizione

### Esterno
La facciata a capanna della chiesa presenta al centro il portale d'ingresso, a cui s'accede mediante una doppia rampa di scale, mentre sopra vi sono una nicchia ospitante una statua con soggetto San Michele e un oculo murato; in corrispondenza dell'antica linea di gronda v'è una fila di archetti pensili.
Annesso alla parrocchiale è il campanile a pianta rettangolare, la cui cella presenta sui lati lunghi delle bifore e su quelli corti delle monofore.

### Interno
L'interno dell'edificio si compone di un'unica navata, sulla quale si affacciano le cappelle e i bracci del transetto e le cui pareti sono scandite da lesene sorreggenti il cornicione sopra il quale si imposta la volta; al termine dell'aula si sviluppa l'ampio presbiterio, inframezzato ai lati tra la sagrestia vecchia e quella nuova e chiuso dall'abside di forma semicircolare.
In chiesa sono due statue dell'angelo annunziante e dell'Annunziata, che un documento del 1351 ci dice trasferiti da Lucca. Le due statue, di cultura pisana, sono statue attribuite a Nino Pisano, Lupo Pisano e più frequentemente, per la gestualità brusca e inquieta, a Giovanni di Balduccio verso il 1320 o ad uno scultore a lui vicino. Un altro San Michele è anch'esso di cultura pisana, ma venato di influenze lombarde e vicine a Giovanni di Balduccio.